# Callicrania faberi
Callicrania faberi är en insektsart som först beskrevs av Carl Otto Harz 1978.  Callicrania faberi ingår i släktet Callicrania och familjen vårtbitare. Inga underarter finns listade i Catalogue of Life.